# Sumitomo Metals Football Club 1988-1989
Questa voce raccoglie le informazioni riguardanti il Sumitomo Metals Football Club nelle competizioni ufficiali della stagione 1988-1989.

## Stagione
Pur ottenendo buone prestazioni nelle coppe (dove, sia in coppa nazionale sia in coppa di Lega, fu eliminato ai quarti di finale), in campionato il Sumitomo Metals finì presto per invischiarsi nella lotta per non retrocedere subendo, a tre gare dal termine, il sorpasso da parte di un NKK che, grazie alla miglior differenza reti, otterrà la salvezza rendendo inutile un tentativo di aggancio del Sumitomo nel finale.

## Maglie e sponsor
Le maglie, prodotte dall'Adidas, recano la scritta Sumitomo Metals sulla parte anteriore della maglia.
| Manica sinistra · Manica sinistra · Maglietta · Maglietta · Manica destra · Manica destra · Pantaloncini · Pantaloncini · Calzettoni · Calzettoni |

## Rosa
| N. |                     | Ruolo | Calciatore        |
| -- | ------------------- | ----- | ----------------- |
|    | Giappone (bandiera) | P     | Shojiro Sakashita |
|    | Giappone (bandiera) | P     | Ken Sato          |
|    | Giappone (bandiera) | D     | Hidenori Yokoyama |
|    | Giappone (bandiera) | D     | Eiji Gaya         |
|    | Giappone (bandiera) | D     | Shunzō Ōno        |
|    | Giappone (bandiera) | D     | Tsukasa Higuchi   |
|    | Giappone (bandiera) | D     | Toshiaki Okutomo  |
|    | Giappone (bandiera) | D     | Takahiro Suzuki   |
|    | Giappone (bandiera) | C     | Makoto Teguramori |

| N. |                     | Ruolo | Calciatore         |
| -- | ------------------- | ----- | ------------------ |
|    | Giappone (bandiera) | C     | Masahiro Kamohara  |
|    | Giappone (bandiera) | C     | Osamu Morishima    |
|    | Giappone (bandiera) | C     | Yuji Yamazaki      |
|    | Giappone (bandiera) | C     | Junichi Kawasaki   |
|    | Giappone (bandiera) | C     | Yuman Jo           |
|    | Giappone (bandiera) | A     | Hiroshi Teguramori |
|    | Giappone (bandiera) | A     | Toshihiko Chaya    |
|    | Giappone (bandiera) | A     | Kazuhiro Mogi      |

## Risultati

### JSL Division 1

#### Girone di andata
| Kashima 25 settembre 1988 | Sumitomo Metals | 2 – 1 | Mitsubishi Heavy Ind. |  |

| Ichihara 2 ottobre 1988 | Furukawa Electric | 5 – 0 | Sumitomo Metals |  |

| Kawasaki 6 ottobre 1988 | NKK | 0 – 0 | Sumitomo Metals | Todoroki Stadium |

| Kashima 10 ottobre 1988 | Sumitomo Metals | 0 – 4 | Nissan Motors |  |

| Osaka 16 ottobre 1988 | Yanmar Diesel | 1 – 2 | Sumitomo Metals | Nagai Stadium |

| Kashima 22 ottobre 1988 | Sumitomo Metals | 0 – 4 | ANA |  |

| Kashima 29 ottobre 1988 | Fujita | 5 – 0 | Sumitomo Metals |  |

| Hamamatsu 5 novembre 1988 | Honda Motor | 0 – 1 | Sumitomo Metals |  |

| Iwata 13 novembre 1988 | Yamaha Motors | 0 – 0 | Sumitomo Metals |  |

| Osaka 20 novembre 1988 | Matsushita Electric | 1 – 0 | Sumitomo Metals |  |

| Kashima 27 novembre 1988 | Sumitomo Metals | 0 – 2 | Yomiuri |  |

#### Girone di ritorno
| Kashima 28 febbraio 1989 | Sumitomo Metals | 1 – 1 | Yanmar Diesel |  |

| Yokohama 5 marzo 1989 | Nissan Motors | 1 – 1 | Sumitomo Metals | Mitsuzawa Stadium |

| Kashima 12 marzo 1989 | Sumitomo Metals | 1 – 3 | Furukawa Electric |  |

| Yokohama 18 marzo 1989 | ANA | 2 – 0 | Sumitomo Metals | Mitsuzawa Stadium |

| Kashima 26 marzo 1988 | Sumitomo Metals | 2 – 1 | Fujita |  |

| Kashima 2 aprile 1989 | Sumitomo Metals | 1 – 0 | Honda Motor |  |

| Kashima 8 aprile 1989 | Sumitomo Metals | 0 – 3 | Yamaha Motors |  |

| Kashima 15 aprile 1989 | Sumitomo Metals | 2 – 2 | Matsushita Electric |  |

| Tokyo 20 aprile 1989 | Yomiuri | 1 – 0 | Sumitomo Metals | Yomiuri Land |

| Saitama 26 aprile 1989 | Mitsubishi Heavy Ind. | 0 – 0 | Sumitomo Metals | Urawa Komaba Stadium |

| Kawasaki 30 aprile 1989 | Sumitomo Metals | 0 – 0 | NKK | Todoroki Stadium |

### Japan Soccer League Cup
| Nisshin 3 settembre 1988 | Toyota Motors | 2 – 3 | Sumitomo Metals |  |

| Nisshin 4 settembre 1988 | Sumitomo Metals | 1 – 5 | Yanmar Diesel |  |

### Coppa dell'Imperatore
| Hiroshima 24 dicembre 1988 | Doshisha University | 1 – 2 (d.t.s.) | Sumitomo Metals |  |

| Hiroshima 25 dicembre 1988 | Mitsubishi Heavy Ind. | 1 – 2 | Sumitomo Metals |  |

| Tokyo 28 dicembre 1988 | Sumitomo Metals | 0 – 2 | Fujita | Nishigaoka Stadium |

## Statistiche

### Statistiche di squadra
| Competizione          | Punti | Totale | Totale | Totale | Totale | Totale | Totale | DR  |
| Competizione          | Punti | G      | V      | N      | P      | Gf     | Gs     | DR  |
| --------------------- | ----- | ------ | ------ | ------ | ------ | ------ | ------ | --- |
| JSL Division 1        | 19    | 22     | 4      | 7      | 11     | 12     | 37     | -25 |
| JSL Cup               | -     | 2      | 1      | 0      | 1      | 8      | 4      | +4  |
| Coppa dell'Imperatore | -     | 3      | 2      | 0      | 1      | 6      | 2      | +4  |
| Totale                | -     | 27     | 7      | 7      | 13     | 26     | 43     | -17 |